# Adam Wardziński
Adam Wardziński é o Campeão Mundial da IBJJF de 2024 e Campeão Mundial No-Gi da IBJJF de 2019 na divisão de faixa preta masculino peso pesado, sendo o primeiro europeu a conquistar títulos mundiais nas competições masculinas. No jiu-jitsu com quimono, ele é o único não-brasileiro a vencer na categoria pesado (94kg), além de Robert Drysdale, que venceu em 2005.
Wardziński também conquistou o Campeonato Pan-Americano da IBJJF (2023), o Campeonato Pan-Americano de Jiu-Jitsu Brasileiro No-Gi (2023), o Campeonato Europeu da IBJJF (2024, 2022) e o Abu Dhabi World Pro da AJP (2020), entre outros títulos.
Seu apelido é "Megatron", não devendo ser confundido com Megaton Dias.

## Carreira no grappling

### 2020-2023
Wardziński representou a Equipe Europa no Polaris Squads 2, em 7 de novembro de 2024. Ele empatou em duas lutas, e a Equipe Europa venceu o evento por 9-0. Em seguida, ele derrotou Rafael Lovato Júnior por decisão em uma superluta no Raw Grappling Championship 1, em 14 de novembro de 2021. Wardziński também venceu a divisão de peso pesado do Campeonato Europeu da IBJJF de 2022.
Wardziński foi convidado para competir em um torneio absoluto no BJJ Stars 10: Battlefield, em 22 de abril de 2023. Ele venceu sua luta na rodada inicial, mas perdeu nas quartas de final. Em seguida, conquistou a medalha de ouro na divisão de peso pesado do IBJJF Denver Open, em 6 de maio de 2023.
Wardziński conquistou a medalha de prata na divisão meio-pesado do Abu Dhabi Grand Slam - Miami, em 17 de setembro de 2024. Mais tarde, ele venceu a medalha de ouro na divisão de peso pesado do Campeonato Pan-Americano No-Gi da IBJJF, em 1º de outubro de 2024.
Wardziński conquistou medalhas de ouro nas divisões superpesado e absoluto no IBJJF Orange County Open, em 21 de outubro de 2023. Ele também venceu medalhas de ouro nas divisões superpesado e absoluto com quimono, além de uma medalha de prata na divisão superpesado sem quimono, no IBJJF Nashville Fall Open, em 12 de novembro de 2023. Mais tarde, ele conquistou a medalha de prata na divisão de peso pesado do Campeonato Mundial No-Gi da IBJJF, em 9 de dezembro de 2023.

### 2024 - Primeiro título mundial
Wardziński conquistou a medalha de ouro na divisão de peso pesado do Campeonato Europeu da IBJJF, em 27 de janeiro de 2024. Em seguida, competiu nas seletivas europeias, do Oriente Médio e africanas do ADCC, em 17 de fevereiro de 2024, onde conquistou a medalha de bronze na categoria até 88kg.
Wardziński venceu as divisões de peso pesado e absoluto no IBJJF Indianapolis Open, em 9 de março de 2024. Em seguida, conquistou a medalha de bronze na divisão de peso pesado do Campeonato Pan-Americano da IBJJF, em 24 de março de 2024. Wardziński venceu as divisões de peso pesado e absoluto no IBJJF Denver Open, em 11 de maio de 2024.
Wardziński conquistou a medalha de ouro no Campeonato Mundial da IBJJF, em 2 de junho de 2024, tornando-se o primeiro europeu a fazê-lo na faixa preta. Ele também venceu a medalha de ouro na divisão de peso pesado do Campeonato Nacional Americano da IBJJF 2024. Wardziński também venceu a divisão superpesado no IBJJF London Fall Open, em 12 de outubro de 2024.
Wardziński competiu na divisão de peso pesado da segunda edição do The Crown, em 17 de novembro de 2024. Ele derrotou Matheus Spirandeli, Horlando Monteiro e  Gustavo Batista para conquistar o título.
Wardziński foi premiado como Lutador Masculino do Ano (com kimono) no Jits Magazine BJJ Awards 2024.
Wardziński conquistou a medalha de ouro na divisão de peso pesado do Campeonato Europeu da IBJJF 2025.

### 2025
Wardziński conquistou a medalha de ouro na divisão de peso pesado do Campeonato Europeu da IBJJF 2025. Em seguida, venceu a medalha de ouro na divisão de peso pesado do Campeonato Pan-Americano da IBJJF 2025.
Wardziński agora desafiará Erich Munis pelo título absoluto no BJJ Stars 15, em 26 de abril de 2025.

## Linhagem de instrutores
Carlos Gracie > Helio Gracie > Rolls Gracie > Romero Cavalcanti > Ricardo Vieira > Alan Finfou > Adam Wardziński